# Тіт Квінкцій Пен Цинціннат
Тит Кві́нкцій Пен Цинцінна́т (лат. Titus Quinctius Penus Cincinnatus; ? — після 426 до н. е.) — політичний та військовий діяч Римської республіки, дворазовий консул 431 і 428 років до н. е.

## Життєпис
Походив з патриціанського роду Квінкціїв. Син Луція Квінкція Цинцінната, брат Луція Квінкція Цинцінната, військового трибуна з консульською владою (консулярного трибуна) 438, 425 і 420 років до н. е. Про молоді роки Тита Квінкція мало відомостей.
У 431 році до н. е. Тита Квінкція було обрано консулом разом із Гнеєм Юлієм Ментоном. Того часу точилася війна з вольсками та еквами. Втім незабаром ситуація стала загрозливою для Римської республіки, й сенат наказав призначити диктатора. Ним став Авл Постумій Туберт. Цього ж року Тит Цинціннат брав участь у переможній для римлян битві при Алгіді, в якій були подолані екви та вольски.
У 428 році до н. е. його було вдруге обрано консулом, цього разу разом з Авлом Корнелієм Коссом. На цій посаді боровся проти посухи та моровиці в Римі.
У 426 році до н. е. його було обрано військовим трибуном з консульською владою (консулярним трибуном) разом з Марком Постумієм Альбіном Регілленом, Гаєм Фурієм Пацілом Фузом, Авлом Корнелієм Коссом. На цій посаді воював проти міст Вейї та Фідени. Втім зазнав поразки й за рішенням сенату призначив диктатором Мамерка Емілія Мамерціна.
Надалі притягався до суду за своє погане поводження з мешканцями Вейї, але був виправданий завдяки Авлу Корнелію Коссу та Мамерку Емілію Мамерціну.
Про подальшу долю Тита Квінкція відомостей немає.

## Родина
- Квінкція, дружина Авла Постумія Туберта, диктатора 431 року до н. е.